# Reitplatz (Winterthur)
Der Reitplatz ist ein Sportplatz und Naherholungsgebiet in der Stadt Winterthur in der Schweiz. Er dient der Bevölkerung von Töss als Naherholungsgebiet und ist Heimplatz des FC Töss.

## Lage
Der von Wald umgebene Sportplatz liegt am Fuss des Eschenbergs nahe der Töss. Der Hintere Chrebsbach fliesst direkt am Reitplatz vorbei. Obwohl nahe am Stadtteil Töss gelegen und von dessen Fussballverein benutzt, gehört der Platz bereits zum Quartier Heiligberg (Kreis Stadt), mit welchem er – abgesehen von Waldwegen – nicht verbunden ist.
Der Reitplatz ist am besten zu Fuss oder mit dem Fahrrad erreichbar. Die nächstgelegene Busstation, Schwimmbad Töss, ist eineinhalb Kilometer entfernt, und der Weg zum Reitplatz führt über einen Fussweg entlang der Töss. Um die Zufahrt zum Reitplatz mit dem Velo zu erleichtern, ist die Anlage eines Velostreifens entlang der Unteren Vogelsangstrasse projektiert.
Für den Autoverkehr gilt bereits heute auf den Zufahrtsstrassen ein beidseitiges Parkierverbot. Lediglich die kleinen Parkplätze beim Restaurant und der Püntenanlage sind offen. Um an schönen Tagen einen weiteren Verkehrskollaps zu verhindern, ist noch im Jahr 2022 der Bau einer Schrankenanlage auf der Zufahrtsstrasse geplant. Als Ersatz sind 150 Parkplätze auf der anderen Seite der Töss vorgesehen.

## Geschichte
Der Reitplatz war ehemals die Allmend der Kaserne Winterthur, bis diese aus Winterthur abzog. Ab 1906 war der FC Töss das erste Mal bis 1921 Hauptbenutzer des Reitplatzes, bevor der Verein auf den Sportplatz Nägelsee wechselte. Als dieser dem Bau der A1 weichen musste, kehrte der Verein 1964 auf den Reitplatz zurück. 1973 wurde für den Verein ein eigenes Garderobengebäude gebaut, das 2007 um ein zweites Stockwerk ergänzt wurde. Zuvor benutzte der Verein das weit entfernte Restaurant Hörnli (nicht das Restaurant Reitplatz) zum Umkleiden.
2002 wurden auf dem Reitplatz Beachvolleyballfelder eingerichtet. Von 2007 bis 2014 spielte der Beachfussballclub Winti Panthers auf dem Beachfussballplatz neben den Volleyballfeldern, bevor er auf einen neuen Platz im Deutweg wechselte. 2004 wurde im Wald um den Reitplatz ein Discgolf-Parcours angelegt. 2011 wurde beim Reitplatz auf einer 1400 Quadratmeter grossen Anlage ein 280 Meter langer Pumptrack eröffnet, der bei dessen Erstellung erst der zweite schweizweit war. Neben dem normalen Pumptrack wurde als Weltneuheit zusätzlich eine Strecke für zwei- bis fünfjährige Kinder realisiert.
2012 wurde durch die Stadt für den Reitplatz ein Gestaltungsplan erlassen, der den Reitplatz sowie auch freie Wiesenflächen auf der anderen Seite der Töss umfasst, wo auch neu Flächen für Veranstaltungen und Parkplätze geplant sind, um den Reitplatz autofrei zu gestalten. Jedoch muss laut Kanton der durch den Wald um den Reitplatz führende Discgolf-Kurs wieder abgebrochen werden, und auch der Bau einer Finnenbahn wurde vom Kanton nicht genehmigt. Vorgesehen sind dafür vom Eschenberg Richtung Reitplatz führende Mountainbikestrecken.

## Veranstaltungen

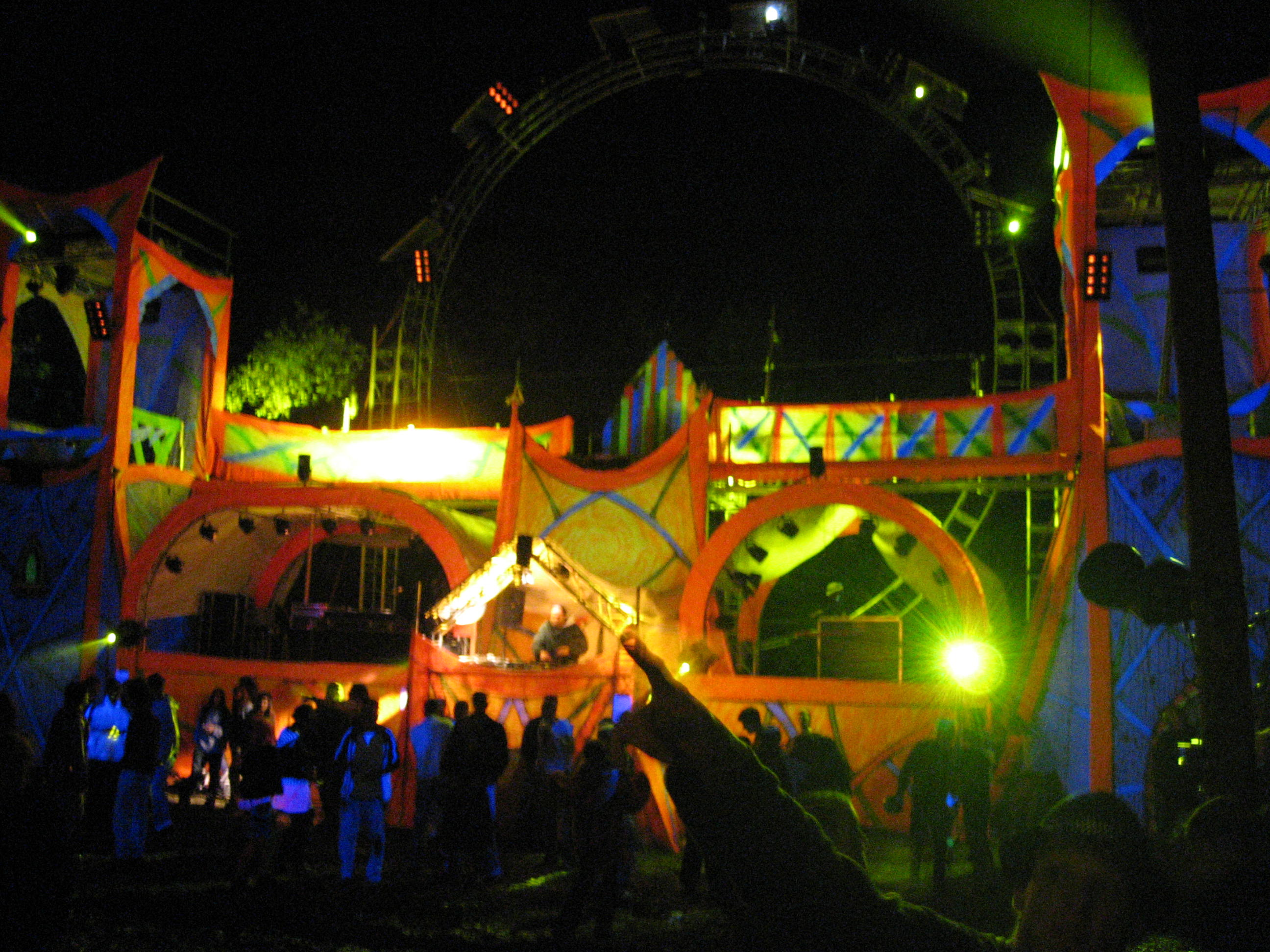
Zoom Festival 2006

Neben Fussballspielen wird der Reitplatz sportlich auch jährlich als Start/Ziel der Töss-Stafette benutzt. 2009 fand die Discgolf-Schweizermeisterschaft auf dem dortigen Discgolf-Parcours statt.
Auch für kulturelle Veranstaltungen wurde der Reitplatz mehrfach benutzt. So fand 1994 das Out in the Green Festival (heute Openair Frauenfeld) auf dem Reitplatz statt, von 2004 bis 2007 wurde das Zoom Festival auf dem Reitplatz veranstaltet. 2018 fand das Technofestival «FFF Verusse» auf dem Gelände statt.